# Kiewer Buch-Arsenal

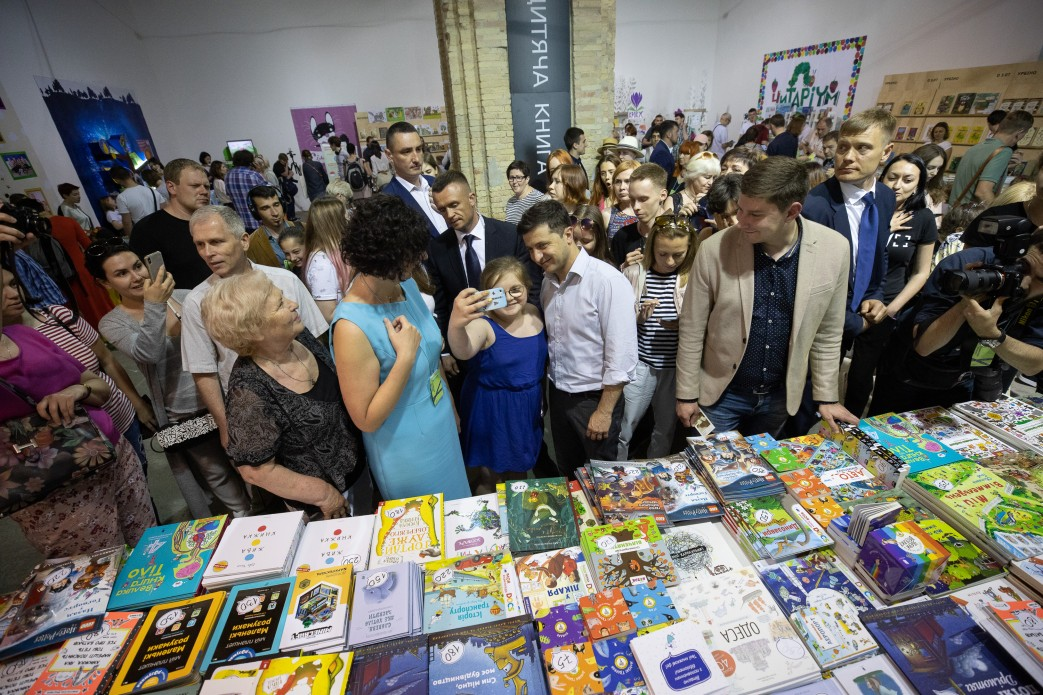
Kiewer Buch-Arsenal (2019)

Das Kiewer Buch-Arsenal ist eine Frühjahrs-Buchmesse in der ukrainischen Hauptstadt Kiew.

## Geschichte
Nach der Umwandlung des auf dem Gelände der ehemaligen Zitadelle Kiews gelegenen Arsenals in einen staatlichen Nationalen Kultur-, Kunst- und Museumskomplex unter dem damaligen Präsidenten Wiktor Juschtschenko wurde hier 2011 in Kiew das erste Buch-Arsenal veranstaltet. Die Direktion gewann als Chef-Kuratorin für die ersten fünf Jahre die junge Historikerin und Kulturmanagerin Olha Schuk. Vorläufer für das Buch-Arsenal war das zunächst auch Buchvorstellungen umfassende multidisziplinäre GogolFest (ab 2007). Ähnlich wie das Book Forum Lviv treffen viele Verleger, Autoren, Buchdesigner und Leser bei der internationalen Veranstaltung aufeinander. Paten waren und sind verschiedene hauptstädtische Kulturinstitute Europas: das Goetheinstitut, das Institut Français, das Instytut Polski u. a., die mit ihren Ständen europäische Kultur verkörpern und vergegenwärtigen. Obgleich die Ukraine ein Hauptkunde für die russische Verlagsproduktion ist, fehlte ein entsprechendes förderndes Engagement der Russischen Föderation – ihr Kulturinstitut ist das Russische Haus –, die zugleich auch bislang von den russischsprachigen Veröffentlichungen insbesondere aus Charkiv (Folio) profitierte. Nachdem die erste Veranstaltung zunächst mit dem Tag Kiews am letzten Mai-Wochenende und die zweite mit dem Tag der Ausbildung am 3. Oktober verbunden war, wurde der Termin bald in den Frühling vorverschoben auf einen Termin um den Welttag des Buches am 23. April.

## Charakterisierung
Die Besucherzahlen des Kiewer Buch-Arsenals unweit des Kiewer Höhlenklosters wachsen beständig und haben 2015 mit 70.000 die des Lemberger Bookforums erreicht. Die Zahl der Aussteller beträgt mit rund 100 freilich nur etwa ein Sechstel im Vergleich zu Lwiw. Die Buch-Verkaufszahlen auf dem Festival in Kiew sind auch geringer als in Lwiw. Einerseits kann das Buch-Arsenal mit eindrucksvoll weiten, luftig hohen Räumen aufwarten, andererseits ist es in Kiew nicht möglich wie in Lwiw, ein großes Spinnennetz von fußläufig erreichbaren Veranstaltungsorten – Universitäten, Buchläden, Kneipen, Cafés – über das gesamte Zentrum der Hauptstadt zu legen und damit einen Großteil der Stadt einzubeziehen und teilnehmen zu lassen. In der Vielfalt von Veranstaltungsgenres wie Nacht der Literatur, Kinderprogrammen, Diskussionspanels, Lesungen, Filmvorführungen und Musikaufführungen unterscheidet sich das Buch-Arsenal nicht von der älteren Schwesterveranstaltung in Lemberg. Dafür ist der bildenden Kunst, dem ältesten Thema des „Kunst-Arsenals“, und dem Kulinarischen ein größerer Raum zugebilligt. 2015 auf dem V. Buch-Arsenal wurde den Pluralisierungstendenzen der ukrainischen Gesellschaft entsprechend ein eigener Saal von Klein-Verlagen außerhalb des Mainstreams gestaltet. In den folgenden Veranstaltungen wurden wiederholt Minderheiten wie den Krimtataren, Romas und anderen ethnischen ukrainischen Gruppen Themencluster und Lesungen gewidmet.
Seit 2016 ist das Bucharsenal auch Ort, an dem jährlich in Zusammenarbeit mit dem Goethe-Institut in der Ukraine der Preis für das schönste ukrainische Buch verliehen wird. Die nominierten Bücher des „Best Book Design Contests“ nehmen seither auch teil an der internationalen Sonderausstellung der Stiftung Buchkunst auf der Frankfurter Buchmesse.

## Ehrengäste und Gastländer
Das Kiewer Buch-Arsenal hat ebenso wie das Lemberger Buchforum einzelne Ehrengäste und Gastländer. 2014 war das Gastland Frankreich, 2015 ist es Tschechien. Inzwischen gibt es zahlreiche Gäste aus dem Ausland, ein Ergebnis insbesondere des Euromaidan. In Lwiw begannen 2001 deutsche Autoren intensiv an den ukrainischen Buchmessen teilzunehmen. In Kiew waren 2014 Judith Hermann und Katja Petrowskaja als deutsche Autorinnen, Claudia Dathe und Katharina Raabe als Herausgeberinnen von Euromaidan-Anthologien und Dr. Thomas Wohlfahrt von der Literaturwerkstatt Berlin (literaturWERKstatt) Gäste. Außerdem nahmen eine Reihe bekannter französischer Autoren, Verleger und Wissenschaftler teil, zu denen durch mehrere Kiewer Personen des Universitäts- und Kulturlebens schon länger Kontakte bestehen. 2015 besuchte mit Tobias Voss aus Frankfurt erstmals ein amtierender Vize-Direktor einer deutschen Buchmesse eine ukrainische Buchmesse, das Kiewer Buch-Arsenal. Seither besucht er die Veranstaltung regelmäßig. Weitere deutsche Gäste waren unter anderen Professor Karl Schlögel, Katharina Raabe und der Comic-Zeichner MaWil.

## Weiterführende Literatur
Literaturzeitungen begleiten das Geschehen beider Buchmessen: die traditionelle „Literaturna Ukraina“ genauso wie auch neue Internet-Zeitschriften wie beispielsweise „Chytomo“, die Kulturteile der „Ukrains’ka Pravda“, „Scho“, von Zbruč oder von Zaxid.net. Das Buch-Arsenal mit seinen Veranstaltungen findet sich auf der Seite des „Kunst-Arsenals“. Das Buch-Arsenal wird seine X. Jubiläumsveranstaltung coronabedingt nunmehr vom 23. bis 27. Juni 2021 stattfinden lassen.